# هینو لیل
هینو لیل (استونیایی: Heino Lill؛ زادهٔ ۱ ژانویهٔ ۱۹۴۴) بازیکن سابق و مربی بسکتبال اهل استونی است..